# Ghiacciaio Birley
Il ghiacciaio Birley (in inglese Birley Glacier) (65°58′S 64°21′W) è un ghiacciaio lungo circa 18 km situato sulla costa di Graham, nella parte occidentale della Terra di Graham, in Antartide. Il ghiacciaio, il cui punto più alto si trova 1.621 m s.l.m., fluisce verso ovest fino alla costa orientale della baia di Barilari, a nord di punta Vardun.

## Storia
Il ghiacciaio Birley è stato avvistato per la prima volta nel 1909 durante la seconda spedizione antartica francese al comando di Jean-Baptiste Charcot e fu in seguito mappato più dettagliatamente durante la spedizione britannica nella Terra di Graham, 1934-37, al comando di John Rymill. Più tardi, il ghiacciaio è stato poi così battezzato in onore di Kenneth P. Birley che contribuì a sovvenzionare la suddetta spedizione britannica.